# Taça América 1999 (calcio a 5)
La quinta Taça América de Futsal, denominata anche Copa América (in lingua spagnola), e disputata nel 1999 a Joinville in Brasile dal 14 ottobre al 17 ottobre, viene considerata la sesta edizione della Coppa America per formazioni nazionali di calcio a 5, nonché la diciassettesima edizione del Campionato Sudamericano per formazioni nazionali di calcio a 5.
Le quattro nazionali più rappresentative del Sudamerica (Brasile, Argentina, Paraguay e Uruguay) disputarono un girone che diede accesso alla finale per le migliori due quadre. Il trofeo venne vinto dal fortissimo Brasile di Takão, con un netto 9-4 in finale al Paraguay.

## Girone
https://www.ogol.com.br/edition.php?id=39978&grupo=13892&fase=101490
|           | Risult. |           | Città e data    |
| --------- | ------- | --------- | --------------- |
| Paraguay  | 4 - 2   | Argentina | Joinville 14.10 |
| Brasile   | 12 - 0  | Uruguay   | Joinville 14.10 |
| Argentina | 3 - 0   | Uruguay   | Joinville 15.10 |
| Brasile   | 11 - 2  | Paraguay  | Joinville 15.10 |
| Paraguay  | 6 - 4   | Uruguay   | Joinville 16.10 |
| Brasile   | 7 - 1   | Argentina | Joinville 16.10 |

| Classifica finale | Pt | G | V | N | P | GF | GS | DR  |
| ----------------- | -- | - | - | - | - | -- | -- | --- |
| Brasile           | 9  | 3 | 3 | 0 | 0 | 30 | 3  | +27 |
| Paraguay          | 6  | 3 | 2 | 0 | 1 | 12 | 17 | -5  |
| Argentina         | 3  | 3 | 1 | 0 | 2 | 6  | 11 | -5  |
| Uruguay           | 0  | 3 | 0 | 0 | 3 | 4  | 21 | -17 |

## Finale
| | Risult. | | Città e data    |
| --- | ------- | --- | --------------- |
| Brasile Lavoisier André Manoel Tobias Fininho Lenísio Entrati: Rogério, Danilo, Schumacher, Falcão, Anderson, Marquinhos e Juninho. Tecnico - Takão | 9 - 4   | Paraguay Britez Cantero Rivieros Arevalos Richard Villaba Entrati: Rodriguez, Rene Villaba, Romero, Nunez e Isamael Técnico – Ricardo Oviedo | Joinville 17.10 |